# BoyNextDoor
BoyNextDoor é um boy group sul-coreano formado pela KOZ Entertainment em 2023. O grupo é composto por seis membros: Sungho, Riwoo, Jaehyun, Taesan, Leehan, e Woonhak. Caracterizado pelo seu homônimo 'boy next door' imagem, o grupo define seu trabalho como fácil de ouvir com foco temático na vida cotidiana. 
BoyNextDoor estreou em 30 de maio de 2023 com o single album Who!, que formou o primeiro capítulo da trilogia First Love que definiu os primeiros lançamentos do grupo. O extended play (EP) Why.. seguiu no mesmo ano e marcou a primeira aparição do grupo no chart Billboard 200. O segundo EP do grupo, How? (2024), tornou-se o primeiro lançamento do grupo no topo da lista do Circle Album Chart. O grupo estreou no Japão no final daquele ano através da Universal Music Japan com o maxi single "And,".

## Nome

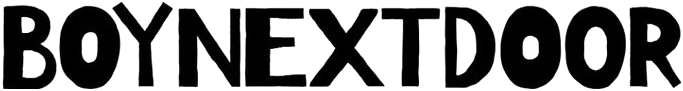
A logo do BoyNextDoor

O nome do grupo é derivado do tropo boy next door, que a KOZ Entertainment relacionou com a abordagem "casual e amigável" do grupo ao público.

## História

### 2019–2023: Formação e introdução
Em 11 de janeiro de 2019, o rapper-produtor Zico fundou a gravadora KOZ Entertainment após sair da Seven Seasons. Hybe Corporation mais tarde adquiriria a gravadora como subsidiária em 2020 e incluiria KOZ em suas audições conjuntas em março de 2022.
Zico anunciou seus planos de estrear um boy group pela agência em fevereiro de 2023. A mídia informou que o grupo estrearia em maio daquele ano. O grupo, denominado BoyNextDoor, foi formalmente apresentado no dia 16 de abril, através do lançamento de um vídeo animado no YouTube. Seus membros foram apresentados no dia 14 de maio, por meio de uma série de GIFs retratando cada membro lançado nas plataformas de mídia social do grupo.

### 2023–2024: Estréia e trilogia First Love

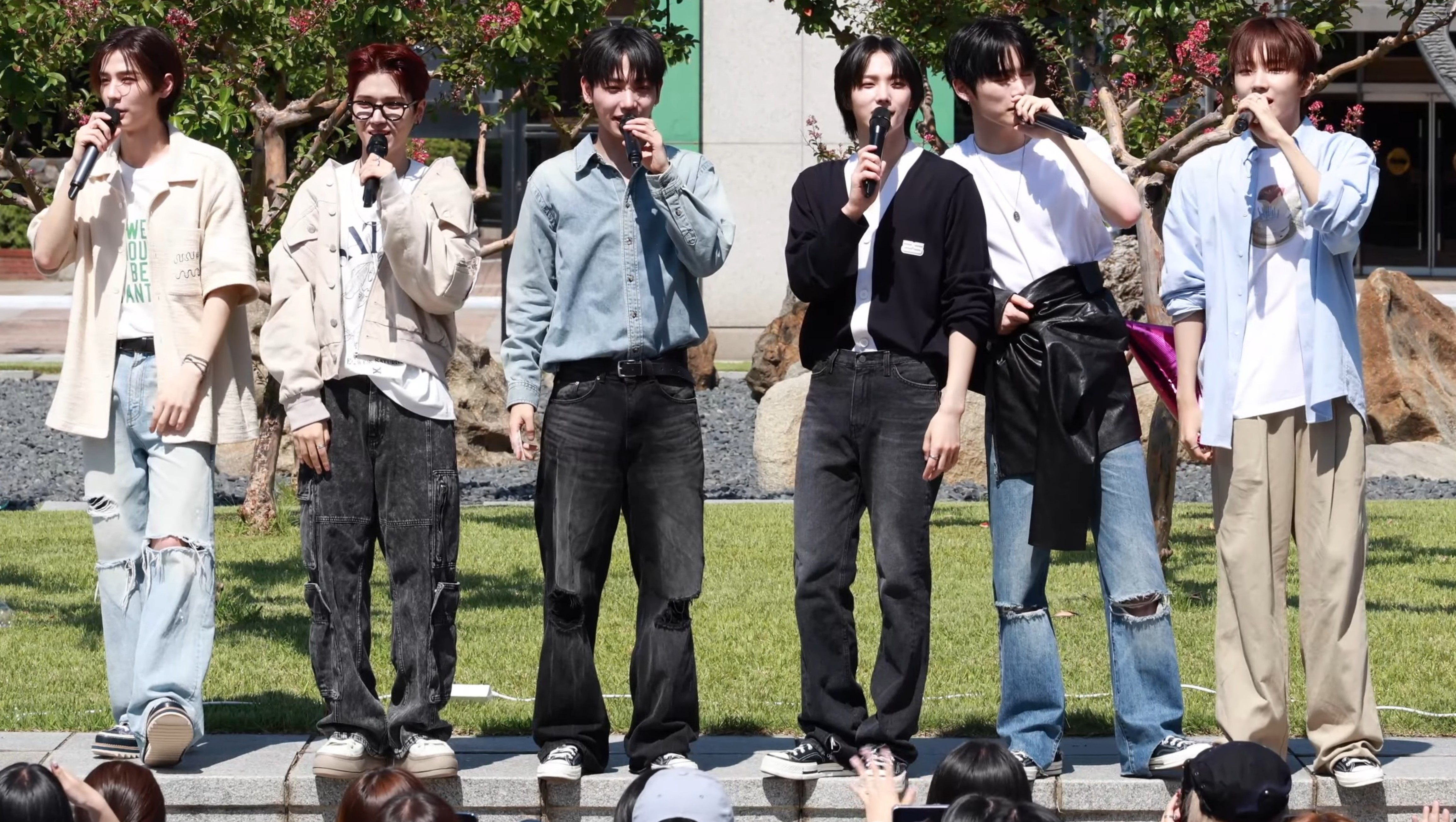
BoyNextDoor em um mini fanmeeting em setembro de 2023

Em 8 de maio de 2023, KOZ anunciou que BoyNextDoor estrearia com um single álbum de três faixas intitulado Who!, com todas as três faixas sendo promovidas como singles, publicações consideradas um "ato raro" na indústria. As promoções do álbum começaram com o lançamento do single "But I Like You", no dia 23 de maio, seguido de "One and Only" no dia 26 de maio.. O grupo marcou sua estreia com o lançamento oficial do álbum no dia 30 de maio, junto com o single "Serenade".
Em 13 de julho, KOZ anunciou que o grupo retornaria com um novo lançamento em setembro de 2023. O primeiro extended play (EP) intitulado Why.. foi anunciado em 8 de agosto, por meio de uma imagem teaser em preto e branco representando um passeio de carrossel. O grupo lançou o EP em 30 de setembro, junto com seu primeiro single "But Sometimes". O EP estreou no número 162 na Billboard 200, marcando a primeira aparição do grupo na parada.
No dia 1º de novembro o fandom name do grupo, "OneDoor", foi anunciado. O grupo lançou o promotional single "Fadeaway" no dia 7 de novembro, como tema do Naver webtoon Garbage Time. No 2023 Melon Music Awards, BoyNextDoor ganhou o prêmio especial de Global Rising Artist.

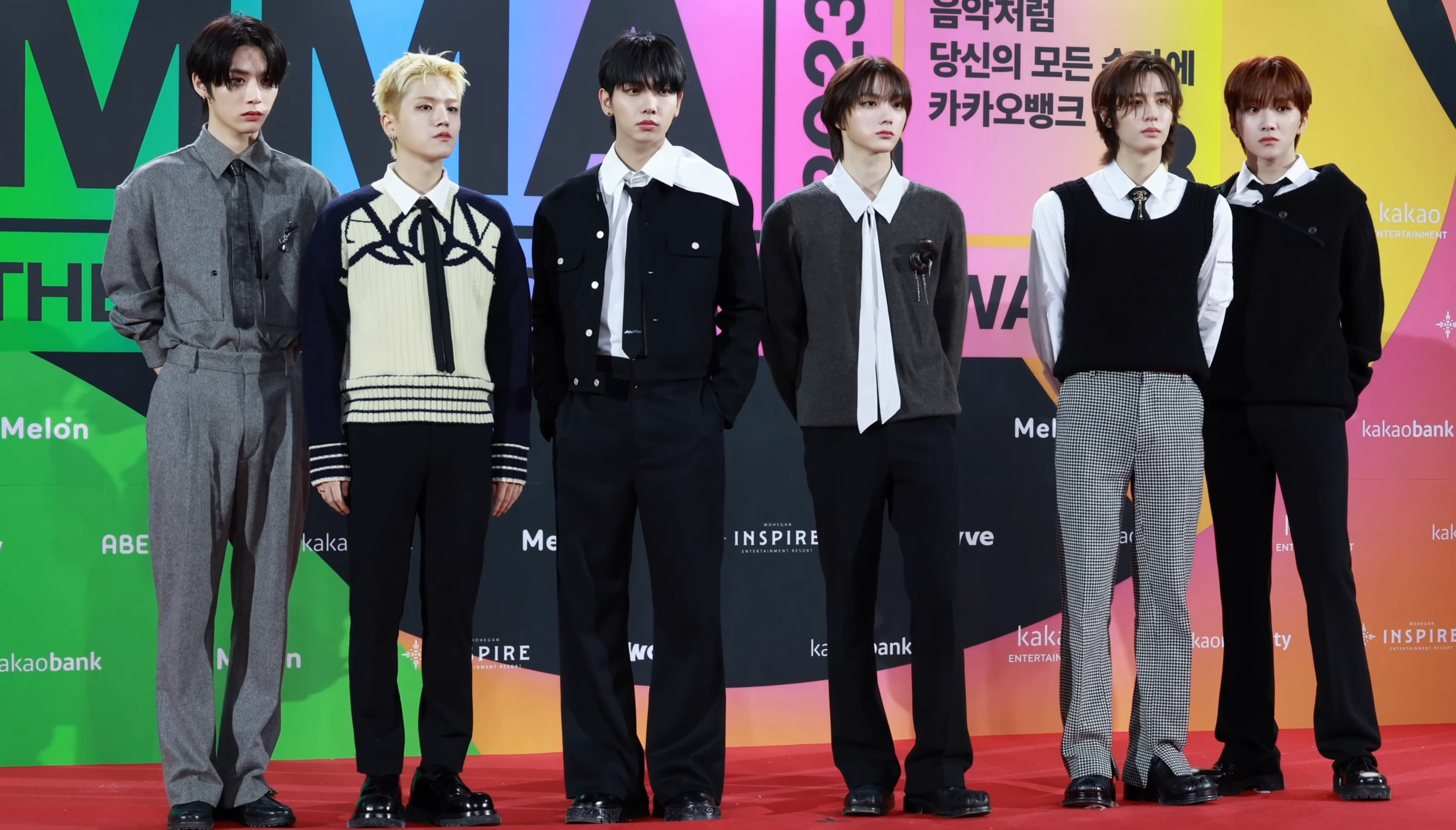
BoyNextDoor no Melon Music Awards em dezembro de 2023

Em 13 de fevereiro de 2024, KOZ anunciou que BoyNextDoor lançaria novas músicas em abril de 2024. No dia 18 de março a agência anunciou o segundo EP do grupo intitulado How?, através de um vídeo teaser intitulado "How Can This Happen?". How? completa a trilogia de lançamentos do grupo narrando a história de um “primeiro amor”. O EP foi lançado em 15 de abril, junto com o single "Earth, Wind & Fire". Estreou no topo do Circle Album Chart para a edição de 20 de abril, marcando o primeiro álbum número um do grupo. No dia 23 de abril, o grupo recebeu sua primeira vitória no programa musical The Show.
BoyNextDoor realizaram seu primeiro fan meeting, intitulado "OneDoorful Day", no Olympic Hall em Seoul de 1 a 2 de junho. O grupo lançou o single promocional "Lucky Charm" em 29 de junho como parte da trilha sonora original da série de televisão da JTBC Miss Night and Day.

### 2024–presente: Debut japonês e19.99
Em 10 de julho de 2024, BoyNextDoor estreou no Japão com o maxi single "And,", que apresenta regravações japonesas dos singles anteriores do grupo e da música em japonês "Good Day". O single foi lançado com sucesso comercial, entrando no Daily Single Ranking para o Oricon Chart datado de 10 de julho, marcando o terceiro single número um do grupo na parada. A banda foi representada em uma exposição de K-pop no Grammy Museum em Los Angeles, California, ao lado de outros 78 artistas da Hybe e suas sub-selos de 2 de agosto a 15 de setembro,.
Em 24 de julho, The Chosun Ilbo relatou que BoyNextDoor estava finalizando um novo álbum, com lançamento previsto para setembro. Em 12 de agosto, KOZ carregou um videoclipe de 16 segundos nas contas de mídia social do grupo revelando o título de seu terceiro EP. 19.99. O EP seria lançado em 9 de setembro, precedido pelo single de pré-lançamento "Dangerous" em 2 de setembro. Em 9 de setembro, BoyNextDoor lançou seu terceiro EP 19.99 junto com sua faixa principal "Nice Guy". No dia 25 de outubro, segundo a KOZ, o EP ultrapassou um milhão de cópias em vendas acumuladas com base nas estatísticas do YG Plus.

## Arte
A música de BoyNextDoor foi autodescrita como "fácil de ouvir e natural". Os membros Jaehyun, Taesan e Woonhak se envolvem ativamente na produção da música do grupo e têm como objetivo principal criar músicas sobre "o cotidiano de seus colegas".. Na trilogia First Love do grupo Who!, Why.., e How?, BoyNextDoor explorou uma narrativa de "primeiro amor e coração partido", com Who! servindo como uma exposição, Why.. detalhando o final da história, e How? fazendo a ponte entre a narrativa entre os dois lançamentos. As faixas da trilogia foram amplamente influenciadas por rock, teen pop, hip hop, hyperpop, e synth-pop.

## Membros
Adaptado do site oficial:
- Sungho (성호)
- Riwoo (리우)
- Jaehyun (명재현) – líder[50]
- Taesan (태산)
- Leehan (이한)
- Woonhak (운학)

## Discografia

### Extended plays
| Título | Detailhes | Posições nos charts | Posições nos charts | Posições nos charts | Posições nos charts | Vendas                        | Certificações       |
| Título | Detailhes | KOR                 | JPN                 | JPN Hot             | US                  | Vendas                        | Certificações       |
| ------ | --- | ------------------- | ------------------- | ------------------- | ------------------- | ----------------------------- | ------------------- |
| Why..  | - Lançamento: 4 de setembro de 2023 - Gravadora: KOZ Entertainment, YG Plus - Formatos: CD, digital download, streaming | 3                   | 3                   | 3                   | 162                 | - KOR: 538,912 - JPN: 45,708  | - KMCA: 2× Platinum |
| How?   | - Lançamento: 15 de abril de 2024 - Gravadora: KOZ Entertainment, YG Plus - Formatos: CD, digital download, streaming   | 1                   | 1                   | 1                   | 93                  | - KOR: 786,982 - JPN: 83,748  | - KMCA: 2× Platinum |
| 19.99  | - Lançamento: 9 de setembro de 2024 - Gravadora: KOZ Entertainment, YG Plus - Formatos: CD, digital download, streaming | 1                   | 1                   | 1                   | 40                  | - KOR: 949,610 - JPN: 155,708 | - RIAJ: Gold        |

### Single albums
| Título | Detailhes | Posições nos charts | Posições nos charts | Vendas                       | Certificações    |
| Título | Detailhes | KOR                 | JPN                 | Vendas                       | Certificações    |
| ------ | --- | ------------------- | ------------------- | ---------------------------- | ---------------- |
| Who!   | - Lançamento: 30 de maio de 2023 - Gravadora: KOZ Entertainment, YG Plus - Formatos: CD, digital download, streaming | 5                   | 8                   | - KOR: 289,338 - JPN: 20,782 | - KMCA: Platinum |

### Singles

#### Singles coreanos
| Título                                                                                   | Ano  | Posições nos charts | Posições nos charts | Posições nos charts | Álbum |
| Título                                                                                   | Ano  | KOR                 | KOR Songs           | JPN Hot             | Álbum |
| ---------------------------------------------------------------------------------------- | ---- | ------------------- | ------------------- | ------------------- | ----- |
| "But I Like You" (돌아버리겠다)                                                          | 2023 | —                   | —                   | —                   | Who!  |
| "One and Only"                                                                           | 2023 | —                   | —                   | —                   | Who!  |
| "Serenade"                                                                               | 2023 | —                   | —                   | —                   | Who!  |
| "But Sometimes" (뭣 같아)                                                                | 2023 | 96                  | —                   | —                   | Why.. |
| "Earth, Wind & Fire"                                                                     | 2024 | 85                  | —                   | —                   | How?  |
| "Dangerous" (부모님 관람불가)                                                            | 2024 | 65                  | —                   | —                   | 19.99 |
| "Nice Guy"                                                                               | 2024 | 42                  | 24                  | 53                  | 19.99 |
| "—" indica lançamentos que não entraram nos charts ou não foram lançados naquela região. |      |                     |                     |                     |       |

#### Singles japoneses
| Título                               | Ano  | Posições nos charts | Vendas                | Certificações           | Álbum            |
| Título                               | Ano  | JPN                 | Vendas                | Certificações           | Álbum            |
| ------------------------------------ | ---- | ------------------- | --------------------- | ----------------------- | ---------------- |
| "Earth, Wind & Fire (Japanese Ver.)" | 2024 | 2                   | - JPN: 220,046 (phy.) | - RIAJ: Platinum (phy.) | Single sem álbum |

### Aparições em trilha sonora
| Título        | Ano  | Álbum                  |
| ------------- | ---- | ---------------------- |
| "Fadeaway"    | 2023 | Garbage Time OST       |
| "Lucky Charm" | 2024 | Miss Night and Day OST |

### Outras músicas charteadas
| Título                                                                       | Ano  | Posições nos charts | Posições nos charts | Posições nos charts | Álbum |
| Título                                                                       | Ano  | KOR                 | KOR Down.           | JPN Hot             | Álbum |
| ---------------------------------------------------------------------------- | ---- | ------------------- | ------------------- | ------------------- | ----- |
| "Crying"                                                                     | 2023 | —                   | 51                  | —                   | Why.. |
| "ABCDLove"                                                                   | 2023 | —                   | 52                  | —                   | Why.. |
| "Our"                                                                        | 2024 | —                   | 26                  | —                   | How?  |
| "Amnesia"                                                                    | 2024 | —                   | 32                  | —                   | How?  |
| "So Let's Go See the Stars"                                                  | 2024 | —                   | 27                  | —                   | How?  |
| "Life Is Cool"                                                               | 2024 | —                   | 31                  | —                   | How?  |
| "Dear. My Darling"                                                           | 2024 | —                   | 33                  | —                   | How?  |
| "Earth, Wind & Fire (Japanese Ver.)"                                         | 2024 | —                   | 38                  | —                   | How?  |
| "One and Only - Japanese Ver."                                               | 2024 | —                   | —                   | 4                   | And,  |
| "Gonna Be a Rock" (돌멩이)                                                   | 2024 | 118                 | 9                   | —                   | 19.99 |
| "Skit"                                                                       | 2024 | —                   | 13                  | —                   | 19.99 |
| "20" (스물)                                                                  | 2024 | 128                 | 10                  | —                   | 19.99 |
| "Call Me"                                                                    | 2024 | 156                 | 11                  | —                   | 19.99 |
| "Nice Guy (English Ver.)"                                                    | 2024 | —                   | 17                  | —                   | 19.99 |
| "—" denotes releases that did not chart or were not released in that region. |      |                     |                     |                     |       |

## Videografia

### Videoclipes
| Título                               | Ano  | Diretor(es)                           | Ref.   |
| ------------------------------------ | ---- | ------------------------------------- | ------ |
| "But I Like You"                     | 2023 | Han Sa-min (Dextor-Lab)               | [ 77 ] |
| "One and Only"                       | 2023 | Seo Dong-hyeok (Flipevil)             | [ 78 ] |
| "Serenade"                           | 2023 | Han Sa-min (Dextor-Lab)               | [ 79 ] |
| "But Sometimes"                      | 2023 | Rima Yoon, DJ Jang (Rigend Film)      | [ 80 ] |
| "ABCDLove"                           | 2023 | Ha Jung-hoon, Lee Hye-sung (HATTRICK) | [ 81 ] |
| "Earth, Wind & Fire"                 | 2024 | Rima Yoon, DJ Jang (Rigend Film)      | [ 82 ] |
| "Earth, Wind & Fire" (Japanese ver.) | 2024 | Rima Yoon, DJ Jang (Rigend Film)      | [ 83 ] |
| "Dangerous"                          | 2024 | HATTRICK                              | [ 84 ] |
| "Nice Guy"                           | 2024 | 725 (SL8IGHT VISUAL LAB)              | [ 85 ] |

## Filmografia

### Reality shows
| Ano       | Título              | Notas                  | Ref.          |
| --------- | ------------------- | ---------------------- | ------------- |
| 2023      | BoyNextDoor Tonight | Programa de debut      | [ 86 ]        |
| 2023–2024 | Fun Next Door       | Temporada 1–2          | [ 87 ] [ 88 ] |
| 2023      | BoyNextDoor 2night  | Programa de retorno    |               |
| 2023      | What? Door!         | Programa de variedades |               |
| 2024      | BoyNextDoor Toni3ht | Programa de retorno    |               |

## Concertos e apresentações ao vivo

### Reuniões de fãs
| Date               | Título                                     | Cidade | País        | Local        | Ref.   |
| ------------------ | ------------------------------------------ | ------ | ----------- | ------------ | ------ |
| 1 de junho de 2024 | 2024 Boynextdoor Fanmeeting OneDoorful Day | Seoul  | South Korea | Olympic Hall | [ 26 ] |
| 2 de junho de 2024 | 2024 Boynextdoor Fanmeeting OneDoorful Day | Seoul  | South Korea | Olympic Hall | [ 26 ] |

### Festivais
| Date                | Título | Cidade    | País      | Local          | Ref.   |
| ------------------- | ------ | --------- | --------- | -------------- | ------ |
| 15 de abril de 2024 | KCON   | Hong Kong | Hong Kong | AsiaWorld–Expo | [ 89 ] |
| 10 de maio de 2024  | KCON   | Chiba     | Japão     | Makuhari Messe | [ 90 ] |

## Prêmios e indicações
| Cerimônia de premiação      | Ano  | Categoria                                       | Candidato / Trabalho | Resultado | Ref.    |
| --------------------------- | ---- | ----------------------------------------------- | -------------------- | --------- | ------- |
| Asian Pop Music Awards      | 2023 | Best New Artist (Overseas)                      | Why..                | Indicado  | [ 92 ]  |
| Brand of the Year Awards    | 2023 | Rookie Male Idol                                | BoyNextDoor          | Venceu    | [ 93 ]  |
| Circle Chart Music Awards   | 2023 | Rookie of the Year – Global Streaming           | "But Sometimes"      | Indicado  | [ 94 ]  |
| Circle Chart Music Awards   | 2023 | Rookie of the Year – Streaming Unique Listeners | "But Sometimes"      | Indicado  | [ 94 ]  |
| The Fact Music Awards       | 2023 | Global Hottest Award                            | BoyNextDoor          | Venceu    | [ 95 ]  |
| Golden Disc Awards          | 2023 | Rookie of the Year                              | BoyNextDoor          | Indicado  | [ 96 ]  |
| Hanteo Music Awards         | 2023 | Artist of the Year (Bonsang)                    | BoyNextDoor          | Indicado  | [ 97 ]  |
| Hanteo Music Awards         | 2023 | Rookie of the Year – Male                       | BoyNextDoor          | Indicado  | [ 97 ]  |
| iHeartRadio Music Awards    | 2024 | Best New K-pop Artist                           | BoyNextDoor          | Indicado  | [ 98 ]  |
| K Global Heart Dream Awards | 2023 | K Global Super Rookie Award                     | BoyNextDoor          | Venceu    | [ 99 ]  |
| MAMA Awards                 | 2023 | Artist of the Year                              | BoyNextDoor          | Indicado  | [ 100 ] |
| MAMA Awards                 | 2023 | Best New Male Artist                            | BoyNextDoor          | Indicado  | [ 100 ] |
| MAMA Awards                 | 2023 | Worldwide Fans' Choice Top 10                   | BoyNextDoor          | Indicado  | [ 100 ] |
| Melon Music Awards          | 2023 | Global Rising Artist                            | BoyNextDoor          | Venceu    | [ 101 ] |
| Melon Music Awards          | 2023 | Rookie of the Year                              | BoyNextDoor          | Indicado  | [ 101 ] |
| Seoul Music Awards          | 2023 | Rookie of the Year                              | BoyNextDoor          | Indicado  | [ 102 ] |

## Liçaões externas
- «Sítio oficial»

1. ↑  "But I Like You" (돌아버리겠다)" did not enter on the Circle Digital Chart but appeared at number 70 on the component Circle Download Chart.[71]
2. ↑  "One and Only" did not enter on the Circle Digital Chart but appeared at number 61 on the component Circle Download Chart.[71]
3. ↑  "Serenade" did not enter on the Circle Digital Chart but appeared at number 73 on the component Circle Download Chart.[71]
4. ↑  Released under the title "And,".